# Gilles Sautter
Gilles Sautter, né le 2 mars 1920 à Mulhouse et mort le 19 mai 1998 à Fresnes, est un géographe spécialiste de la géographie tropicale français. Il a reçu la médaille d'argent du CNRS en 1988.

## Biographie
Gilles Sautter commence sa carrière de géographe en tant que professeur agrégé au lycée de Laon puis au lycée Claude-Bernard à Paris. En 1948, il est détaché à l'Institut de recherche pour le développement (ORSTOM) et est affecté à Brazzaville où il séjourne jusqu'en 1953. Il y écrit sa thèse d'Etat De Atlantique au fleuve Congo, une géographie du sous-peuplement.
Chargé enseignement à l'université de Strasbourg de 1954 à 1961, Gilles Sautter est nommé en 196, directeur études à l'École des hautes études en sciences sociales (EHESS) avant être élu en 1967 professeur à la Sorbonne.
Il est pendant 10 ans président du Comité technique de géographie de l'ORSTOM (1963-1973).
Grande figure de la géographie française et de l'africanisme, il plaide pour une ouverture disciplinaire aussi bien en direction des sciences de la nature que des sciences sociales.
Pour Rolande Romain, « On doit à ce grand chercheur, tant captivé par les vastes horizons, d'avoir su montrer la richesse des études fines de terroirs et de s'être impliqué dans de multiples recherches appliquées sur le développement rural ».
Il reçoit en 1988 la médaille d'argent du CNRS.

## Principales publications
- P. Pélissier et G. Sautter (dir), Atlas des structures agraires au sud du Sahara : collection (publ. sous le patronage de la Maison des sciences de l'homme ; avec le concours de l'ORSTOM, l'Office de la recherche scientifique et technique outre-mer et de l'École pratique des hautes études (VIe section)), Paris, Mouton, 1967-1987.
- Gilles Sautter (dir), Atlas de la Nouvelle Calédonie et dépendances, Paris, ORSTOM, 1983 (réimpression).
- Gilles Sautter, 1979, « Le paysage comme connivence », Hérodote, n° 16.
- Gilles Sautter, Maîtrise de l’espace agraire et développement en Afrique tropicale, ORSTOM., Paris, ORSTOM, 1979
- Gilles Sautter, Quelques réflexions sur la géographie en 1975, Paris, Unesco, 1975.
- Gilles Sautter, Les structures agraires en Afrique tropicale, Paris, Centre de documentation universitaire, 1968.
- Gilles Sautter, « Notes sur la construction du chemin de fer Congo-Océan (1921-1934) », Cahiers d'Études Africaines, vol. 7, cahier 26 (1967), p. 219-299
- Gilles Sautter, De l’Atlantique au fleuve Congo. Une géographie du sous-peuplement. République du Congo, République gabonaise, Paris, Mouton, 1966.